# José Maria do Amaral
José Maria do Amaral Filho (Rio de Janeiro, 14 de março de 1813 — Niterói, 23 de setembro de 1885) foi um diplomata e  poeta brasileiro.

## Biografia
José Maria do Amaral começou sua carreira diplomática em 1835, trabalhando como adido de segunda classe na legação de Londres, nessa época tinha 22 anos. Ele trabalhou nas legações europeias durante 16 anos, até 1851.
Foi conselheiro do  Império e estudou Medicina e Direito em Paris. Começou a publicar suas primeiras obras no  Rio de Janeiro a partir de 1830; no ano seguinte, escreveu para o jornal O Nacional. Ao deixar a diplomacia, fundou o periódico O Espectador da América do Sul.
Militou na imprensa a favor da República. Segundo José Veríssimo, comentado a obra desse poeta: "Os seus sonetos, nunca reunidos em volume, são talvez como tais, e como poesia subjetiva, o que melhor deixou essa geração". 

## Obras
- Zeroni